# Mario Schiano
Mario Schiano (Napoli, 20 luglio 1933 – Roma, 10 maggio 2008) è stato un sassofonista contraltista e attore italiano.
Mario Schiano è considerato uno dei padri del free jazz italiano, anticonformista e antiretorico.

## Biografia
Mario Schiano nacque a Napoli nel 1933.
Nei primi anni cinquanta suona nei night club della sua città come fisarmonicista. Quindi si avvicina al jazz fino a che, nel 1960, innova il suo stile in un modo personale ma molto vicino a quello free che stava prendendo piede in America, distante da quello in voga al momento.
Nel 1966, con Franco Pecori e Marcello Melis, fonda il Gruppo Romano Free Jazz 1966, che pratica la libera improvvisazione collettiva.
Ha avuto molti rapporti con vari jazzisti americani espatriati (Steve Lacy, Gato Barbieri, Don Cherry) e anche con ricercatori musicali come Musica Elettronica Viva e Nuova Consonanza.
Schiano ha anche influenzato molti musicisti più giovani, contribuendo a farne conoscere numerosi (p.es. Massimo Urbani).
Oltre all'attività di musicista è stato anche organizzatore di eventi e varie attività culturali, come "Controindicazioni", manifestazione romana per gli improvvisatori musicali.
Dagli anni novanta è stato membro dell'Italian Instabile Orchestra.
Ha partecipato ad alcuni film di Nanni Moretti: in particolare in Caro diario interpreta il "Principe dei Dermatologi". Ne La meglio gioventù di Marco Tullio Giordana interpreta un professore universitario.
Mario Schiano è morto a Roma il 10 maggio 2008, dopo una lunga malattia.

## Discografia

### 33 giri
- 1973: Sud (RCA Italiana, ZSTOM-2001)
- 1974: On the Waiting List (King, NLP 110)
- 1974: Mario Schiano con Giorgio Gaslini (Horo Records, HLL 101-8; con Giorgio Gaslini)
- 1974: Perdas de fogu (RCA Italiana, TPL 1-1082; con Marcello Melis)
- 1975: Davanti e oltre la soglia (RCA Italiana, TPL 1-1114; con Andrea Centazzo)
- 1975: Partenza di Pulcinella per la luna (RCA Italiana, TPL 1-1117)
- 1976: Progetto per un inno: Now's The Time (IT, ZSLT 70030)
- 1977: Rendez-Vous (Vedette, VPA 8375; con Sam Rivers)
- 1977: Gospel (L'Orchestra, OLP 10015; con Guido Mazzon)